# 朗德芒廷 (內華達州)
朗德芒廷（英語：Round Mountain）是位於美國內華達州奈縣的非建制市鎮。

## 歷史
朗德芒廷的郵局自1907年營運至今。

## 地理
朗德芒廷所處的海拔為高於海平面1948米（即6391英呎），而該地所採用的時區為UTC-8，即太平洋时区（PST）。同時該地設有夏令時間，為UTC-8調快一小時，即UTC-7（PDT）。